# أون لايف (لعب سحابي)

القائمة الرئيسية للخدمة.

أون لايف (بالإنجليزية: OnLive) كانت منصة لعب سحابي حيث تتم مزامنة ألعاب، تصييرها، وتخزينها على خوادم بعيدة وتسليمها عبر الإنترنت. الخدمة متوفرة باستخدام «نظام ألعاب أون لايف» (بالإنجليزية: OnLive Game System) على أجهزة تشغيل مايكروسوفت ويندوز (إكس بي ، فيستا ، 7، 8) وأجهزة ماكينتوش المستندة إلى تقنيات إنتل بنظام ماك أو إس 10.5.8 أو أعلى . كل الألعاب في الخدمة متوفرة في صيغة 720 بي . الخدمة تستحسن وجود اتصال إنترنت بسرعة 5 ميغابت/ثانية أو أسرع، والسرعة الأدنى الممكن استخدامها هي 2 ميغابت/ثانية .

أكثر من 50 ناشر ألعاب فيديو مثل : تيك-تو إنترأكتيف ، يوبي سوفت، إيبك جيمز ، آتاري ، كود ماسترز، تي إتش كيو، وارنر برذرز إنترآكتيف إنترتيمنت ، إيدوس إنترأكتيف ، ديزني إنترأكتيف ستوديوز وغيرهم لديهم شراكة مع أون لايف . توقفت هذه الخدمة في 30 أبريل 2015.

## وصلات خارجية
- الموقع الرسمي

لا توجد روابط لمواقع التواصل الاجتماعي.